# Helen Morgan (cantante)
Helen Morgan, nome d'arte di Helen Riggins (Danville, 2 agosto 1900 – Chicago, Illinois, 9 ottobre 1941), è stata una cantante e attrice statunitense, ricordata per essere stata la prima grande stella di Broadway. Nel 1957 la Warner Brothers realizzò un film sulla sua vita: Quando l'amore è romanzo, con Ann Blyth.

## Vita e Carriera
Helen Morgan nacque come Helen Riggins a Danville, umile periferia nell'Illinois, il 2 agosto del 1900. Suo padre era fattore e maestro del paese.

Helen si trasferì ancora molto giovane a Chicago, dove trovò lavoro con gli impieghi più disparati, come manicurista, operaia in un'azienda di imballaggio e cassiera. A 18 anni però la sua passione per la musica ebbe il sopravvento e decise di perseguire il suo sogno di diventare una cantante del vaudeville, partendo alla volta di Broadway. Nel giro di pochi anni si esibiva già nella serie di riviste George White's Scandals, mentre studiava musica alla Metropolitan Opera di New York, esibendosi già nei primi spettacoli di vaudeville.

Helen era la perfetta antitesi delle altre cantanti della cosiddetta Jazz Age. Mentre tutte le sue contemporanee esibivano uno stile allegro e disinvolto, la sua voce profonda e malinconica si adattava meglio a dolci melodie malinconiche. I gangster e i contrabbandieri di Chicago impazzivano per le sue interpretazioni delle più famose torch song dell'epoca, che lei eseguiva elegantemente seduta sul pianoforte, tenendo in mano una sciarpa di seta, che divenne il suo tratto peculiare (anche se in principio lo faceva per allentare i nervi). Molti criminali dell'epoca del proibizionismo finanziarono i club dove lei si esibiva, che divennero presto famosi e mal frequentati.

Helen conquistò finalmente Broadway verso la fine degli anni 20, con il ruolo che la rese famosa, quello di Julie, nel celebre musical Show Boat, nel 1927. In questo spettacolo lei interpretò e portò al successo due brani che sarebbero poi diventati degli standard amatissimi come Can't help lovin' dat man e Bill. Il suo successo crebbe ulteriormente con il musical successivo Sweet Adeline, 1929, nel quale interpretò un altro brano destinato a rimanere nella storia Why was I born?. Tuttavia la sua fragilità caratteriale non riuscì a superare tutti i problemi che dovette affrontare nel decennio successivo.

Un matrimonio fallito, l'instabilità emotiva e la dipendenza dall’alcool presero il sopravvento su di lei. Cominciò a perdere gli ingaggi e la sua salute peggiorava di anno in anno. Dopo cinque anni passati in questo modo, tentò di risollevarsi ed ebbe un notevole successo nel 1936 con la versione cinematografica di Show Boat: La canzone di Magnolia. Provò allora a rilanciarsi anche come cantante, ripartendo dai club che l'avevano resa celebre, ma era troppo tardi. Dopo anni di abuso di alcolici morì di cirrosi epatica a soli 41 anni, il 9 ottobre del 1941.
(Gary Bumburgh, biografo)

## Discografia
Helen Morgan registrò tutti i suoi dischi prima dell'avvento del long playing, di conseguenza tutte le sue incisioni sono state fatte su 78 giri 10", con una canzone su ogni lato.

### I primi dischi con Brunswick Records a Londra
- 1927
  - Me and My Shadow [sul lato B: When I Discover My Man]
  - Just Like a Butterfly (That's Caught in the Rain) [sul lato B: You Remind Me of a Naughty Springtome Cuckoo]
  - A Tree in The Park [sul lato B: Where's That Rainbow?]
  - Lazy Weather [sul lato B: Possibly]
  - Nothing But [sul lato B: Wanting You]
  - Do-Do-Do [sul lato B: Maybe]

### I dischi con la Victor Records a New York
- 1928
  - Can't Hel Lovin' Dat Man [sul lato B: Bill]
- 1929
  - Who Cares What You Have Been? [sul lato B: Mean to Me]
  - What Wouldn't I Do For That Man!  [sul lato B: More Than You Know]
  - Why Was I Born [sul lato B: Don't Ever Leave Me!]
- 1930
  - Body And Soul [sul lato B: Soomething to Remember You By]
- 1934
  - A Fool There Was [mai distribuito]
  - Give Me a Heart to Song [sul lato B: Franky And Johnny]

### I dischi con la Brunswick Records a Los Angeles
- 1934
  - When He Comes Home to Me [sul lato B: (I've got) Stand in My Shoes]
  - It's Home [sul lato B: Song Of a Dreamer]
  - Winter Overnight [sul lato B: I See Two Lovers]
- 1935
  - The Little Things You Used To Do [sul lato B: I Was Taken By Storm]

Nel 1932 registrò con la Brunswick Records a New York una riedizione di Bill e Can't Help Lovin' That Man, su 78 giri 12". Il disco fu inserito in un album con altri 3 dischi, tutti con canzoni tratte da Show Boat.

## Filmografia
- The Heart Rider[3] di Wesley Ruggles, 1923 (non accreditata)
- Six Cylinder Love, regia di Elmer Clifton, 1923 (non accreditata)
- Glorifying the American Girl, regia di Millard Webb e John W. Harkrider, 1929 (nel ruolo di se stessa, canta What Wouldn't I Do For That Man)
- Mississipi (Show Boat), regia di Harry A. Pollard, 1929 (durante il prologo nel ruolo Julie LaVerne, canta Can't Help Lovin' Dat Man e Bill)
- Applause di Rouben Mamoulian, 1929 (nel ruolo Kitty Darling canta What Wouldn't I Do For That Man e Give Your Little Baby Lots of Lovin' )
- Roadhouse Night di Hobart Henley, 1930 (nel ruolo di Lola Fagan canta I Can't Go On Like This)
- The Gigolo Racket [cortometraggio] di Roy Mack, 1931 (nel ruolo di Helen Marlowe canta Nobody Breaks My Heart e I Know He's Mine)
- You Belong to Me di Alfred L. Werker, 1934 (nel ruolo di Bonnie Kay canta When He Comes Home to Me)
- Marie Galante di Henry King, 1934 (nel ruolo di Miss Tapia canta Song of a Dreamer e Serves Me Right for Treating You Wrong)
- Canzoni Appassionate di Archie Mayo, 1935 (nel ruolo di Luna Wells canta The Little Things You Used To Do)
- Sweet Music di Alfred E. Green, 1935 (nel ruolo di se stessa canta I See Two Lovers)
- Frankie and Johnnie di Chester Erskine, 1936 (nel ruolo di Frankie canta Give Me a Heart to Sing e If You Want My Heart)
- La canzone di Magnolia di James Whale, 1936 (nel ruolo Julie LaVerne, canta Can't Help Lovin' Dat Man e Bill)

## Broadway
- Sallay[4], 1923 (nel coro)
- George White's Scandals, 1925-26 (primo ruolo da protagonista)
- Americana (canta Nobody Wants Me)
- American Grand Guignol, 1927
- Show Boat, 1927-29 (nel ruolo di Julie LaVerne canta per la prima volta Can't Help Lovin' Dat Man e Bill)
- Sweet Adeline, 1929-31 (nel ruolo di Addie Schmidt canta per la prima volta "T'was Not So Long Ago", "Here am I", "Why Was I Born?", "The Sun About to Rise" e "Don't Ever Leave Me!")
- Ziegfeld Follies, 1931 (canta "Half-Caste Woman")
- Show Boat, 1932-33 (durante il tour era l'unica ad avere il proprio nome sotto il titolo sulla locandina)
- Memory, 1934 (nel ruolo di Memory Drake canta A Fool There Was)
- Show Boat, 1940 (alla Los Angeles Civic Light Opera)